# Journal of Creating Value
O "Journal of Creating Value" é um periódico acadêmico revisado por pares que se concentra em criar valor para os clientes e, por sua vez, criar valor para a empresa e seus stakeholders. Gautam Mahajan, CEO da Customer Value Foundation, é o editor fundador do Journal.
A Revista fornece uma plataforma para informação e debate sobre os novos conceitos de práticas de gestão lideradas pelo cliente.